# Do Amor e dos Dias
Do Amor e dos Dias é o sexto álbum de estúdio do fadista portuguếs Camané, lançado em 2010 pela EMI Music Portugal. A edição foi publicada nos formatos standard, com 18 temas, edição especial limitada acompanhada por um DVD com gravação ao vivo de temas do álbum, edição Vinil (com duplo vinil e CD) e edição digital. Foi precedida de um EP em edição especial, com quatro temas exclusivos. O álbum foi gravado entre Abril e Junho de 2010 nos Estúdios Vale de Lobos e Valentim de Carvalho, e apresentado ao vivo a 7 de Outubro de 2010 no Grande Auditório do Centro Cultural de Belém.
Entrou directamente para o 1° lugar do top nacional de vendas, onde permaneceu por duas semanas. e no top 30 por catorze semanas.

O conceito do álbum está ligado ao amor visto nas suas múltiplas vertentes, com forte influência da poesia de Alexandre O'Neill. Segundo Camané:
"Este disco é muito conceptual, mais do que qualquer outro que eu tenha feito", diz ele. "O conceito foi acontecendo de várias maneiras. Uma delas foram as minhas memórias do fado. Há trinta e seis anos, quando eu peguei nos discos de fado (tinha eu 7 anos), a imagem que me ficou foi a daquelas letras do Marceneiro a falar do amor e do ódio, do quotidiano do amor mas de uma forma irónica. "O lenço que me ofertaste/ Tinha um coração no meio/ Quando ao nosso amor faltaste/ Eu fui-me ao lenço e rasguei-o". E essas letras sempre me fascinaram. Inclusive, acabei por gravar três dos fados que me marcaram mais nessa altura: o Fado Louco, o Fado Mocita dos Caracóis e o Fado Alexandrino de Joaquim Campos"

## Recepção da crítica
O álbum foi aclamado pela crítica, e considerado o melhor álbum nacional de 2010 pela revista Blitz.
Recebeu a distinção dos Prémios Amália na categoria "Melhor Álbum do Ano".

## Faixas
| EP - Camané, A Guerra das Rosas |                       |                          |                                            |         |  |
| N.º                             | Título                | Letras                   | Música                                     | Duração |  |
| 1.                              | "A Guerra das Rosas"  | Manuela de Freitas       | José Mário Branco                          |         |  |
| 2.                              | "Mocita dos Caracóis" | Linhares Barbosa         | Alfredo Marceneiro                         |         |  |
| 3.                              | "Ironia"              | Armando Neves            | Alfredo Marceneiro (Fado Louco)            |         |  |
| 4.                              | "Na Rua do Silêncio"  | António de Sousa Freitas | Joaquim Campos da Silva (Fado Alexandrino) |         |  |

| LP - Do Amor e dos Dias |                                             |                        |                                               |         |  |
| N.º                     | Título                                      | Letras                 | Música                                        | Duração |  |
| 1.                      | "Casa (Tentei fugir da mancha mais escura)" | David Mourão-Ferreira  | Alain Oulman                                  | 4:04    |  |
| 2.                      | "Emboscadas"                                | Sérgio Godinho         | Sérgio Godinho                                | 3:48    |  |
| 3.                      | "Súplica"                                   | Frederico de Brito     | Ferrer Trindade                               | 3:30    |  |
| 4.                      | "Último recado"                             | Manuela de Freitas     | Alfredo Marceneiro (Fado Louco)               | 3:26    |  |
| 5.                      | "O amor é o amor - Comentário 1"            | Alexandre O'Neill      | José Mário Branco                             | 0:20    |  |
| 6.                      | "Porta aberta"                              | Luís Viana             | José Mário Branco (Fado Pombal)               | 4:19    |  |
| 7.                      | "Fado livre"                                | Miguel Novo            | Joaquim Campos da Silva                       | 2:15    |  |
| 8.                      | "Lúbrica"                                   | Cesário Verde          | Joaquim Campos da Silva (Fado Alexandrino)    | 3:29    |  |
| 9.                      | "Depois que um beijo me deste"              | Maria Margarida Castro | Frederico de Brito                            | 3:36    |  |
| 10.                     | "Ausência"                                  | Maria Margarida Castro | Pedro Rodrigues                               | 3:45    |  |
| 11.                     | "O amor é o amor - Comentário 2"            | Alexandre O'Neill      | José Mário Branco                             | 0:23    |  |
| 12.                     | "Tanto me faz"                              | Manuela de Freitas     | José Mário Branco                             | 4:13    |  |
| 13.                     | "Piso térreo"                               | Manuela de Freitas     | Alfredo Marceneiro (Fado Mocita dos Caracóis) | 4:05    |  |
| 14.                     | "A guerra das rosas"                        | Manuela de Freitas     | José Mário Branco                             | 3:42    |  |
| 15.                     | "Porque me olhas assim"                     | Fausto Bordalo Dias    | Fausto Bordalo Dias                           | 4:19    |  |
| 16.                     | "E por vezes"                               | David Mourão-Ferreira  | Armando Machado                               | 4:26    |  |
| 17.                     | "O amor é o amor - Comentário 3"            | Alexandre O'Neill      | José Mário Branco                             | 0:58    |  |
| 18.                     | "A meu favor"                               | Alexandre O'Neill      | José Mário Branco                             | 2:49    |  |

## Créditos
A produção, arranjos e direcção musical estiveram a cargo de José Mário Branco, que fez juntamente com Manuela de Freitas a supervisão artística.

### Instrumentistas
- José Manuel Neto - guitarra portuguesa
- Carlos Manuel Proença - viola
- Carlos Bica - contrabaixo

### Ficha técnica
- José Mário Branco - produção
- Mário Belém - design de som